# Plaza de Mayo
Plaza de Mayo – najstarszy plac w Buenos Aires, główny plac miasta, miejsce wielu wydarzeń historycznych, m.in. rewolucji majowej a także demonstracji i protestów.

## Nazwa
Nazwa placu Plaza de Mayo (pol. „Plac Maja”) pochodzi od wydarzeń rewolucji majowej 25 maja 1810 roku.

## Położenie
Plaza de Mayo leży w centrum Buenos Aires, w historycznej części dzielnicy handlowej Microcentro – Monserrat.

## Historia
Plaza de Mayo znajduje się w miejscu placu wytyczonego w 1580 roku przez założyciela miasta, hiszpańskiego konkwistadora Juana de Garay (1528–1583). Z uwagi na portowy charakter miasta, plac nie został zlokalizowany w centrum, jak nakazywała wówczas tradycja hiszpańska, lecz na wschodzie, bliżej wybrzeża. Znany był jako Plaza de la Victoria dla upamiętnienia zwycięstwa nad Anglią. Przy placu znajdował się fort (obecnie w miejscu fortu stoi Casa Rosada (pol. „Różowy Dom”) – dom prezydenta i siedziba rządu), siedziba wicegubernatora i ratusz – Cabildo oraz katedra. W 1802 roku pomiędzy fortem a Cabildo wzniesiono halę targową Recova. W 1811 roku na placu ustawiono pomnik Pirámide de Mayo, odsłonięty w pierwszą rocznicę rewolucji majowej.
W 1884 roku hala targowa została zburzona, a ówczesny burmistrz miasta Torcuato de Alvear połączył dwa place i zlecił obsadzenie go palmami daktylowca kanaryjskiego. Na placu stanął pomnik konny Manuela Belgrano (1770–1820) – argentyńskiego dowódcy wojskowego i twórcy flagi Argentyny.

## Znaczenie polityczne
Na tym placu rozgrywały się wydarzenia z 25 maja 1810 roku – rewolucja majowa, która doprowadziła do niepodległości Argentyny. W 1890 roku zorganizowano tu pierwszy w Argentynie wiec polityczny. Plac jest głównym miejscem zgromadzeń publicznych, demonstracji i protestów przeciwrządowych.
W latach 40. XX wieku z balkonu Casa Rosada do tłumów zgromadzonych na placu przemawiała Eva Perón (1919–1952). W 1955 roku lotnictwo zbombardowało plac podczas „rewolucji wyzwoleńczej” tuż przed odsunięciem Perona od władzy.
Od 1977 roku na placu spotykają się co tydzień Madres de la Plaza de Mayo (pol. „Matki z Plaza de Mayo”), matki, które domagają się informacji o dzieciach, które zaginęły w okresie rządów dyktatury wojskowej.

## Architektura
Plac jest miejscem, przy którym znajduje się wiele instytucji Argentyny, m.in. Casa Rosada (pol. „Różowy Dom”) – dom prezydenta i siedziba rządu, siedziba banku centralnego, dawna siedziba wicegubernatora i służb wywiadowczych. Przy placu wznosi się również XIX-wieczna neoklasycystyczna Katedra Metropolitalna, gdzie papież Franciszek odprawiał msze przez 20 lat, zanim został papieżem. Na środku placu znajduje się pomnik ku czci rewolucjonistów 1810 roku – Pirámide de Mayo.
| Strona wschodnia |  |  |  |                   |  |
| Strona północna  |  |  |  | Strona południowa |  |
|                  |  |  |  |                   |  |
|                  |  |  |  |                   |  |
|                  |  |  |  |                   |  |
|                  |  |  |  |                   |  |
| Strona zachodnia |  |  |  |                   |  |